# Åke Cato
Åke Lennart Cato, född 18 oktober 1934 i Malmö, död 9 november 2016 i Malmö, var en svensk journalist, författare, manusförfattare och underhållare i press, radio och TV. Cato är främst känd för sina sketcher i Nöjesmassakern tillsammans med Sven Melander, däribland med de två fiktiva kockarna Werner och Werner. Åke Catos underhållningskarriär sträckte sig över fem decennier.

## Biografi
Åke Cato var son till fastighetsmäklaren Eric Cato och hustrun Hilma (född Lundh), och studerade vid Sankt Petri skola i Malmö.
Han påbörjade sin karriär som nöjesreporter i Expressen 1960–1973 och var därefter kåsör och reporter i Aftonbladet 1974–1989.
I början av 1970-talet lärde han känna Sven Melander, de samarbetade sedan på TV från tidigt 80-tal till tidigt 90-tal i sketcher som Werner och Werner och Preben och Preben som ingick i TV-programmet Nöjesmassakern. Sketcherna med de två fiktiva tyska kockarna Werner och Werner, som påstod att ”det går precis lika bra med selleri”, inspirerades av den schweizisk-svenske kocken Werner Vögeli. År 1988 släppte duon Werner och Werner även en singelskiva, Vår julskinka har rymt, som blev en storsäljare i Sverige. 
Vid sidan av Nöjesmassakern och Tack för kaffet har Cato skrivit för många andra TV-program, bland dem märks Häpnadsväktarna, The Båttom Is Nådd och Reuter & Skoog. I par med Jan Richter skrev Cato manus till filmerna Gräsänklingar och Smugglarkungen, de översatte den engelska farsen Key for two till Är du inte riktigt fisk? och skrev komedin Lösgodis som spelades med Lisebergsteatern och Riksteatern 2001–2002.
I samarbete med Björn Barlach skrev Cato texter till bland annat Lill Lindfors, Ann-Louise Hanssons, Bosse Parneviks och Cornelis Vreeswijks krogshower.
Cato har tillsammans med Mikael Neumann skrivit manus till flera av Eva Rydbergs lustspel på Fredriksdalsteatern, till exempel Den stora premiären (2007) och Viva la Greta (2011). År 2008 omarbetade Cato sin roman Nobelpristagaren från 1989 till monolog för Andreas T. Olsson.
Från 2008, fram till sin död, drev Cato en egen blogg där han kåserade kring stort och smått, oftast utifrån temat kultur och underhållning. År 2010 utkom han med sina memoarer En levande gosse.
Åke Cato dog 82 år gammal efter en längre tids sjukdom och är gravsatt i minneslunden på Östra kyrkogården i Malmö.

## Filmmanus
- 1982 - Gräsänklingar
- 1985 - Smugglarkungen

## Teaterpjäser
- Uppdrag grönskning tillsammans med Mikael Neumann (2015) Trelleborgsrevyn
- Sova på marmorgolv (2011) Malmö Stadsteater
- Viva la Greta tillsammans med Mikael Neumann (2011) Fredriksdalsteatern
- Nobelpristagaren (2008) Regionteater Väst
- Den stora premiären tillsammans med Mikael Neumann (2007) Fredriksdalsteatern/Intiman
- Lösgodis tillsammans med Jan Richter (2000) Lisebergsteatern/Riksteatern
- Upp till camping tillsammans med Mikael Neumann (1996) Fredriksdalsteatern
- Husan också tillsammans med Mikael Neumann (1995) Fredriksdalsteatern/Lisebergsteatern
- Den tappre soldaten Bom tillsammans med Mikael Neumann (1994) Fredriksdalsteatern